# Gozewijn Jan Loncq

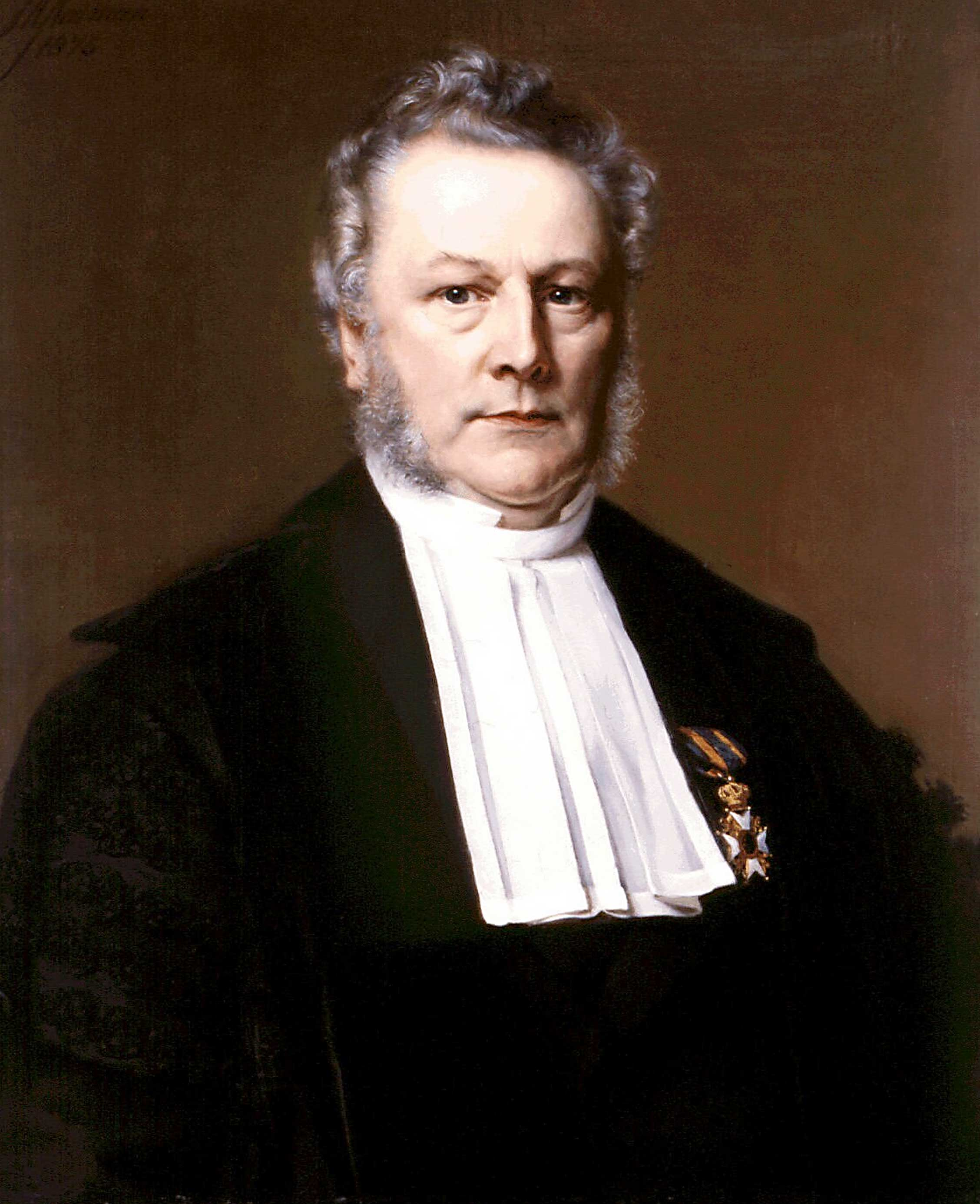
Gozewijn Jan Loncq

Gozewijn Jan Loncq auch: Gozewyn Jan Loncq (* 10. Dezember 1810 in Schiedam; † 21. Juni 1887 in Utrecht) war ein niederländischer Mediziner.

## Leben
Gozewijn Jan war der Sohn des Gerichtsschreibers Corneille Jean Loncq (* 22. März 1789 in Leiden; † 17. Mai 1858 in Rotterdam) und der Maria Dijkmans (* um 1790; † 29. Juli 1871 in De Bilt). Er hatte das Gymnasium in Rotterdam besucht, wo er eine Preisfrage mit dem Thema de Fermentatione alcoholica der medizinischen Fakultät der Universität Groningen beantwortete. Im Alter von siebzehn Jahren immatrikulierte er sich am 15. September 1828 für ein Studium der Medizin an der Universität Leiden. Hier besuchte er die Vorlesungen von Eduard Sandifort, Cornelis van der Hoeven, Michael Jacobus Macquelijn und Jacobus Cornelis Broers. Am 16. Dezember 1833 promovierte er in Leiden mit der Arbeit de physiologia veterum zum Doktor der Medizin. 
Anschließend ließ er sich als Arzt in Rotterdam nieder, wo er schließlich Dozent für Pathologie, Therapie und praktische Medizin an der klinischen Schule in Rotterdam wurde. Am 15. Juli 1840 erhielt er einen Ruf als Professor der Medizin an die Universität Utrecht. Diese Aufgabe übernahm er am 23. September 1840 mit der Einführungsrede de Fontium medicinae studio historico clinicis excercitationibus juncto optima artis addiscendae via. Als Utrechter Hochschullehrer beteiligte er sich auch an den organisatorischen Aufgaben der Hochschule und war 1842/43 sowie 1862/63 Rektor der Alma Mater. In dieser Eigenschaft hielt er bei der Niederlegung der Rektorrate 1843 die Rede de Mentis animique ad medicinam πϱοπαιδεία, civitatis, artis et scientiae causa publicam institutionem curantibus vehementer commendanda und 1863 die Rede de Patria medicina, cum servandis tum etiam tuendis nec minus amplificandis universitatibus, publici commodi causa et vindicanda et vero perficienda. 1881 wurde der Ritter des Ordens vom niederländischen Löwen von seiner Professur emeritiert und verstarb sechs Jahre später. 
Loncq verheiratete sich am 30. September 1840 in Rotterdam mit Anna Adriana Trompert (* 1809 in Rotterdam; † 3. November 1866 in Utrecht), der Tochter des Lambertus Gerardus Trompert und der Cornelia van den Ende. Aus dieser Ehe stammen Kinder. Von diesen kennt man: 
- Maria Loncq (* 11. November 1841 in Utrecht)
- NN. Loncq (* u. † 11. November 1841 in Utrecht)
- Bertha Cornelia Loncq (* 1. März 1845 in Utrecht) verh. 17. Dezember 1868 in Utrecht mit Pieter Antonie van der Lith

## Werke
- Dissertatio historico-medica inauguralis, de physiologia Veterum. Rotterdam 1833
- De secretione, nutritione et exhalatione. 1838
- Mentis animique ad medicinam πϱοπαιδεία, civitatis, artis et scientiae causa publicam institutionem curantibus vehementer commendanda. 1843
- Bydrage tot de kennis en de behandling der Angina diphtherina. 1860
- Herinnering aan den Hoogleeraar A. F. Burman. 1862
- Oratio de patria medicina, cum servandis, tum etiam tuendis, nec minus amplificandis universitatibus publici commodi causa et vindicanda et vero perficienda. Utrecht 1863 (Online)
- Bezwaren tegen de geneeskundige Wetsontwerpen. 1864
- Open brief aan de Eerste Kamer der Staten Generaal over de Wetsontwerpen tot regeling van het geneeskundig Staatstoezicht. Utrecht 1865 (Online)